# Рудолщат
Рудолщат (на немски: Rudolstadt, Rudelstadt, Rolschte) е град в окръг Залфелд-Рудолщат в провинция Тюрингия, Германия, с 22 855 жители (2015).
Намира се на река Зале.
Рудолщат е споменат за пръв път в долумент през 776 г. като дарение на Карл Велики на манастир Херсфелд.
От 1326 г. има права на град. От 1599 до 1920 г. е столица на Шварцбург-Рудолщат.